# 주권 국가의 유럽
주권 국가의 유럽(영어: Europe of Sovereign Nations, 프랑스어: L'Europe des Nations Souveraines)는 극우 성향의 유럽 의회 내 교섭단체이다.

## 역사
2010년대의 이민 및 난민 문제로 일부 유럽 국가들은 사회적 및 경제적 부담을 지게 되었다. 그러한 과정에서 극우 정당은 이민과 난민에 반대하고, 유럽연합 내 국경 통제 강화의 필요성을 주장하며 등장하였다. 그리고 유럽연합 내 경제적 불평등 및 실업 문제가 이를 심화시켰으며, 유럽회의주의와 테러에 대한 불안감이 커지는 결과를 가져오게 되었다.
그러한 과정에서 2024년 유럽 의회 선거에서 주권 국가의 유럽은 현재 유럽연합의 대응과 정책을 비판하면서 극우 정당 그룹으로 선거에 출마하였다. 그 결과, 720석 중 25석을 획득하고 극우 정당 그룹으로서 처음으로 유럽 의회에 진입하였다.

## 회원 정당

### 유럽 연합소속 회원
- 독일을 위한 대안
- 부흥당
- 자유와 직접 민주주의
- 재정복
- 우리의 조국 운동
- 리투아니아 중앙당
- 민주주의를 위한 포럼
- 새로운 희망당
- 공화국 운동당